# 고학찬
고학찬(高鶴燦, 1947년 8월 18일~2024년 1월 4일)은 대한민국의 교육인이다.

## 학력
- 제주서초등학교 (졸업)
- 대광고등학교 (졸업)
- 한양대학교 (연극영화학 / 학사)

## 약력
- 상명대학교 방송예술대학원 영상컨텐츠전공 겸임교수
- 윤당아트홀 관장
- 국가미래연구원 문화예술체육분과위원회 간사
- 국가미래연구원 문화예술사회분야 발기인
- 제4대 함께한대 이사장
- 한국문화예술회관연합회 회장
- 한세대학교 방송공연예술과 겸임교수
- 제12대·13대 예술의전당 사장
- 삼성영상사업단 방송본부 국장
- 서울예술대학 겸임교수
- 뉴욕한미방송 편성국장
- 제일기획 Q 채널 제작기술국장
- TBC 동양방송 프로듀서
- 제3회 세계델픽대회 조직위원·이사
- 세명대학교 방송연예학과 겸임교수
- 추계예술대학교 문예창작과 겸임교수